# Griediaki
Griediaki (ros. Гредяки) – wieś (ros. деревня, trb. dieriewnia) w zachodniej Rosji, w osiedlu wiejskim Krutowskoje, w rejonie wieliskiego w obwodzie smoleńskim.

## Geografia
Miejscowość położona jest w pobliżu Dźwiny, przy drodze federalnej R131 (Wieliż – Sieńkowo), 3 km od granicy z Białorusią, 24 km od centrum administracyjnego osiedla wiejskim (Krutoje), 22 km od centrum administracyjnego rejonu (Wieliż), 103 km od Smoleńska..

## Demografia
W 2010 r. miejscowość liczyła 11 mieszkańców.